# Bill Johnson (musicien)
Pour les articles homonymes, voir Bill Johnson et Johnson.
William Manuel « Bill » Johnson (décédé le 3 décembre 1972) est un contrebassiste américain de jazz.

## Biographie
Bill Johnson fut l'un des premiers, sinon le premier à introduire le slapping sur les cordes de sa basse, après avoir cassé son archet lors d'une tournée dans les années 1910. De nombreux contrebassiste de La Nouvelle-Orléans copièrent son style de slapping, plus vigoureux que les pizzicatos.
Il fonde et dirige le premier orchestre de jazz à quitter La Nouvelle-Orléans et à tourner à travers les États-Unis dans les années 1910, le Original Creole Orchestra. En 1914, le clarinettiste George Baquet et le trompettiste Freddie Keppard le rejoindront,,.
Au début des années 1920, il rejoint le King Oliver's Creole Jazz Band à Chicago, l'un des meilleurs ensemble de jazz de l'époque. Il enseigne à d'autres jeunes musiciens de Chicago (comme Milt Hilton) sa technique de slap sur les cordes de la contrebasse. Il enregistre de nombreux disques à cette époque à Chicago. Il continue de jouer dans divers orchestres de jazz, jusque dans les années 1950, parfois sous d'autres pseudonymes. Il fait également de l'import/export sur la frontière mexicaine.
Bill Johnson décède en 1972 à New Braunfels, Texas. Son frère Ollie « Dink » Johnson a également été un musicien, et sa sœur, Anita Gonzales, a vécu, et a peut-être été mariée avec Ferdinand Jelly Roll Morton durant ses séjours en Californie.